# Negyedidőszak
A negyedidőszak (vagy pontatlanul negyedkor), más néven kvarter vagy kvaterner a kainozoikum földtörténeti idő legkésőbbi időszaka, amely mintegy két és fél millió évvel ezelőtt kezdődött a neogén időszak után, és máig tart.

## A kifejezés eredete
A kifejezést először Giovanni Arduino olasz természetbúvár használta az 1700-as években, amikor az Alpok és az attól délre eső területek földtanát vizsgálva a képződményeket négy sorozatra bontotta, és a negyedikbe („quatro ordine”) a Pó-síkság alluviális üledékeit sorolta.
A Magyar Rétegtani Bizottság döntése szerint a „kvarter” kifejezés a magyar szaknyelvben geokronológiai és kronosztratigráfiai értelemben is használható, a „negyedidőszak” terminusnak azonban csak geokronológiai értelme lehet. A kvarter kifejezés szinonimájaként használt diluvium (özöny) kifejezéseknek inkább már csak tudománytörténeti jelentősége van. A „negyedkor” kifejezés használata pedig hibás, hiszen nem földtörténeti korról, hanem időszakról van szó.

## Tagolása
Az időszakot az alábbi két korra tagolják (a korábbitól a későbbi felé haladva):
- Pleisztocén kor: 2,58 – 0,0117 Ma
- Holocén kor: 0,0117 Ma – Jelen

## Éghajlat
A pleisztocén kor elején a kainozoikumi eljegesedés felerősödött, aminek következtében kialakult az arktiszi jégtakaró a korábban is (az eocén vége óta) létező antarktiszi jégtakaró mellett. Az eljegesedés nagyjából 18 000 éve érte el maximumát. A holocénnal felmelegedés kezdődött, amely ma is tart.

## Ősföldrajz
A szárazulatok és a tengerek mai megoszlásának kialakulása a negyedidőszakban fejeződött be. Kiterjedésük lényegében már a maival egyezik. Az ettől való eltérések főleg abban álltak, hogy a legnagyobb eljegesedések idején a ma már vízzel borított kontinensperemek szárazra kerülve megnövelték a szárazulatok területét.
A Brit-szigetek a pleisztocén végéig összefüggtek Európával. A Balti-tenger medencéjét a jégtakaró teljesen kitöltötte, így ez csak a jég végleges elolvadása után vette fel mai formáját, miközben a Balti-tó, a Schonen-félszigeten át megnyílt tengeri összeköttetése révén, a Yoldia-tengernek adott helyet. Később ennek lezárulása miatt, az Ancylus-tó alakult ki. Ezt követte a Littorina-tenger, mely a dán szigetek közti csatornák kialakulásával jött létre. (Az utóbbi három a rájuk jellemző Yoldia, Ancylus, illetve Littorina nevű puhatestűekről kapta a nevét.)
A Földközi-tenger medencéje nem a mai Gibraltári-szoroson át, hanem attól kissé északra közlekedett az Atlanti-óceánnal. A Baleár-szigetek az Ibériai-félszigettel, Szardínia és Korzika pedig az Appennini-félszigettel függött össze. Nem létezett a Messinai-szoros, sőt Európának (Gibraltár környékén kívül) Szicílián át Tunisz felé is lehettek kapcsolatai. A pleisztocénben alakult ki az Adriai- és az Égei-tenger. Ekkor fejeződött be az Aral-tó, a Kaszpi-tenger és a Fekete-tenger kialakulása.
A negyedidőszak vulkanizmusa a harmadidőszakinak korlátozottabb, de helyenként erőteljes folytatása. Az Atlanti-hátság folytatásába eső izlandi hasadékvulkánok ismétlődő bázisos lávaömléseit glaciális és interglaciális üledékek választják el egymástól. Vulkánok működtek azonban a Francia-középhegységben, Morvaországban, Sziléziában és a Hargitában is. A pleisztocénben még működtek a Nápoly melletti Campi Flegrei vulkánjai, és már folytak a Vezúv és az Etna kitörései. Különösen heves kitörések kísérték az Égei-tenger lesüllyedését (Szantorini).
Számos vulkán működött a cirkumpacifikus övben, a Sierra Nevada és a Sziklás-hegység pleisztocén vulkánjai azonban azóta jórészt beszüntették működésüket. Jelenleg a Pacifikumban a szigetív vulkanizmus és az óceánközépi hátság magmatizmusa aktív jelenség.

## Élővilág

### Növényvilág
A negyedidőszak előtti flórák átalakulása több millió évet vett igénybe, mert azt lényegében csak a törzsfejlődés lassú üteme szabályozta. A pleisztocén gyors klímaváltozásai azonban a növénytakaróban olyan nagyarányú változásokat idéztek elő, amelyek a növények történetében mind ez ideig példátlanok. A növényfajok elterjedése általában az éghajlati övek eltolódását igyekezett követni. A fajok Észak-Déli irányú vándorlását a Kelet-Nyugati irányú lánchegységek akadályozták meg, így a szélsőséges hatások között mozgó klímát a kiegyenlített éghajlatot igénylő fajok már nem bírták elviselni és kipusztultak.

#### Európában
A glaciális időszakokban a jégtakarók előterében szinte minden fás növény kiveszett. A jégtakaró széle, és az Alpok közötti területet nyílt tundravegetáció, a Dryas-flóra borította, törpe, levélrózsás, fél- és törpecserjés alakokkal. Vezéralakjai: mohák, zuzmók, sarki fűz, törpe nyír, ősfenyő és névadó magcsákó (Dryas). A déli fekvésű lejtőkön és gerinceken tűlevelű erdők voltak. Az alacsonyabb termetű és lágyszárú növényzetet a lehűlés kevésbé veszélyeztette. A fák és cserjék közül csak a védett rügyűek maradtak fenn, a csupasz rügyűek kivesztek. Európa korábbi arktotercier flórája a pleisztocénben erősen átformálódott és fajokban fokozatosan szegényedett. Számos faj a mediterráneumba húzódott vissza (magnólia, szőlő, füge, puszpáng stb.). A harmadidőszaki flóra egyes reliktumfajai, csak különleges körülmények között maradtak fenn máig, például Hévízen a Schoenoplectus moralis nevű szubtrópusi káka.
A késő pleisztocén üledékekben talált pollen vizsgálata alapján 10 úgynevezett pollenövet különítettek el a kutatók, melyek segítségével kimutatható a klímaváltozások ismétlődése és fokozatossága.
- Idősebb Dryas-szakasz (15 000-12 000 év): a würm utolsó nagy eljegesedését több kisebb felmelegedés követte. A belföldi jégtakaró ilyenkor észak felé, az alpi-kárpáti gleccserek, a magasabb térszín irányában húzódtak vissza. A jégtakarók helyét erdőtlen tundra váltotta fel. A tundra legjellemzőbb növénye a Dryas octopetala volt. A szakasz nevét erről kapta. Az ürömfajok (Artemisia) szintén gyakoriak voltak, a mai sarkkörüli tundrákon oly gyakori hangafélék azonban ritkák. A jégtakarótól távolabb a törpenyír (Betula nana) és a törpefűz (Salix herbacea) szerény, fás vegetációt alkotott.
- Allerød-szakasz (12 000-10 800 év): a további gyors felmelegedés az erdeifenyő- és a szőrösnyírerdők nagy elterjedéséhez vezetett. Megjelent az Alpoktól északra a rezgő nyár és mogyoró. A magashegységekben a fahatár 400 m-rel alacsonyabban volt, mint ma.
- Fiatalabb Dryas-szakasz (10 800-10 200 év): a szakasz lehűléssel kezdődött. A fenyő-nyír erdők délfelé húzódtak vissza, helyüket hideg, kontinentális klímára utaló sztyepp foglalta el. Az Alpokban a fahatár 1000 m-rel alacsonyabb volt, mint jelenleg. Az évi középhőmérséklet 7-8 °C-kal a mai alatt lehetett.
- Preboreális szakasz (10 200-9 000): ez a szakasz a tulajdonképpeni holocén bevezető része. Az erdeifenyő és a nyír ismét előretört. Közép-Európában a fenyő-nyír erdőkben alárendelten a rezgőnyárfák is megjelentek, majd a meleg fokozódásával a síkvidéki területeken elterjedt a szil, a tölgy és a mogyoró. Az Alpokban a lucfenyő hódított teret.
- Boreális szakasz (9 000-7 500 év): a preboreális szakasz után a felmelegedés fokozódott, és a csapadék csökkent. A nyár a jelenleginél lényegesen melegebb volt. A klíma a mogyorónak különösen kedvezett és Nyugat-Európában háttérbe szorította a fenyőt és a nyírt. A szárazabb területeket sztyepp borította. Az Alpokban az erdőhatár a mainál 400 m-rel magasabbra tolódott fel. A lucfenyő elterjedési területe az Alpokban kiszélesedett. A boreális fázis második szakaszában a felmelegedés tovább fokozódott. A nyírfaerdők helyébe ugyanazon a területen erdeifenyők, azok helyébe mogyorók, majd szil- és tölgyerdők léptek.
- Atlanti szakasz (7 500-5 000 év): az eljegesedés utáni éghajlat az atlanti fázisban volt a legkedvezőbb. A hőmérséklet lényegesen nem változott. Az évi középhőmérséklet továbbra is a jelenleginél magasabb volt. A csapadék mennyisége megnövekedett, amiben a tenger nyugat-európai előrenyomulása is szerepet játszott. A kiegyenlített atlanti, azaz óceáni klíma az vegyes, lombos erdők kialakulásához, vagy további szétterjedéséhez optimális feltételeket biztosított. Európa erdőövei észak, illetve a magasabb térszín felé tolódtak el. A tölgy, a szil és a hárs voltak a legjellemzőbb erdőalkotók, ami az erdeifenyőt szűk térre szorította vissza.
- Szubboreális szakasz (5 000-2 500 év): az atlanti szakasz kedvező éghajlatát újabb klímaromlás követte. A hőmérséklet és a csapadék csökkent. Rohamosan elterjedt a bükk (Fagus silvatica), mely a Würm-glaciális idején Dél-Európába húzódott vissza, most északi irányban haladt előre. A jegenyefenyő (Abies alba) a Kelet-Pireneusoktól és a Nyugat-Alpoktól majd a Kárpátoktól terjedt szét; a lucfenyő (Picea excelsa) a jegenyefenyővel ellentétes irányban terjedt el. A bükk és a jegenyefenyő Közép-Európában a lucfenyőt általában a hegyvidéken magasabb területre szorította vissza. A síkságokon csak a bükk terjedt el és keveredett a tölggyel és az erdeifenyővel. A gyertyán kelet felől nyomult előre.
- Szubatlanti szakasz: a szubboreális szakaszban elkezdődött klímaromlás tovább folytatódott. Az éghajlat hidegebbé és csapadékosabbá vált. Egészen a jelenkorig kisebb felmelegedések és lehűlések váltották egymást, aminek a hatása az Alpokban a gleccserek előrenyomulásában és visszahúzódásában mutatkozott. Gyakoribbá vált a bükk, és teljesen háttérbe szorult az erdeifenyő és a szil. A gyertyán és a jegenyefenyő elterjedési területe szintén megnövekedett. Ugyanakkor a melegkedvelő alakok, mint a mogyoró, a hárs és a szil szórványosak lettek. Az erdeifenyő a szélsőséges éghajlatú kelet-európai területeken csak reliktumként maradt meg. A növényvilág alakulását jelentősen befolyásolta az ember okozta erdőpusztítás, ami a földművelés kiterjesztésével járt együtt. A szubatlanti fázis legdöntőbb mozzanata a természetes táj kultúrtájjá változtatása.

### Állatvilág
A negyedidőszak üledékeiben talált állatmaradványok az időszak rövidsége miatt az állatvilág fejlődéséről csak kevéssé tájékoztatnak. Az ősmaradványok a glaciálisok és a közbeeső interglaciális szakaszok váltakozását, tehát a hideg és meleg időszakokat és végül az egykor eljegesedett területek újbóli benépesedését tükrözik.
A negyedidőszakban fejlődtek ki az emberfélék (Hominidae). A pliocén és a legidősebb negyedidőszaki leleteken át a fejlődés a mai emberhez (Homo sapiens sapiens) vezetett.

#### Európában
A gerinctelen állatok között Európában egyes kagylók és csigák szintjelző értékűek. A negyedidőszakban az európai tengerek és szárazföldek eloszlása már a maival közel azonos. A tengeri rétegekben az éghajlati változásokat az északi, sőt több esetben sarkvidéki, valamint déli faunaelemek megismétlődő bevándorlása mutatja. A jeges időszakokban a Földközi-tengerbe például az Atlanti-óceán felől hidegvízi alakok hatoltak be, mint például a Sellőkagyló nevű kagylófaj.
Rétegtanilag a rágcsálók és a nyúlalakúak fontosak. Közülük a havasi nyúl (Lepus timidus) és mindenekelőtt a különböző erdeipocok (Myodes) a tundrákon éltek. Az utóbbiak maradványai barlangokban is gyakran megtalálhatók. A jeges területektől távolabb eső hideg éghajlatú sztyeppeken az ugróegérfélék, a sztyeppi hód és a pelefélék több faja élt.
A ragadozók különösen a 2,5 m nagyságot elérő barlangi medve (Ursus spelaeus) ősmaradványai gyakran fordulnak elő barlangokban. Ritkább a barlangi oroszlán (Panthera leo spelaea) és a barlangi hiéna (Crocuta crocuta spelaea). Az utolsó jégkorszak végéig mindhárom faj kihalt.
A Günz–Mindel-interglaciális idején fejlődtek ki a páratlanujjú patásokhoz tartozó lovak, melyekből a további fejlődés és háziasítás folyamán a mai lovak alakultak ki.
Az orrszarvúak fajai az interglaciális időszakokban ritkás erdőségekben telepedtek meg, míg a gyapjas orrszarvú (Coelodonta antiquitatis) a hideg sztyeppén élt.
A párosujjú patások közül sok faj, így a bölény (Bos priscus), az európai őstulok (Bos primigenius) a magyar szarvasmarha őse, a gímszarvas (Cervus elaphus) és a jávorszarvas (Alces latifrons) a hideg iránt kevésbé voltak érzékenyek. Kimondottan zord éghajlat alatt élt a rénszarvas (Rangifer articus) és a pézsmatulok (Ovibos moschatus).
Az állatok között érdekesek a jégkorszaki óriások, az ormányosok, amelyek fajai a folyami és olvadékvízi üledékekből gyakran kerülnek elő. A déli mamut (Mammuthus meridionalis) a kora pliocénben Dél-Ázsiából vándorolt be, amelytől a sztyeppei mamut (Mammuthus trogontherii), majd attól a gyapjas mamut (Mammuthus primigenius) származott. A ma már kihalt mamutok valószínűleg a jégkorszakot követő posztglaciális időben Szibériában még éltek, ahol a jeges talajba fagyva több példánya szőröstől-bőröstől, béltartalommal együtt megmaradt. Kipusztulásukat az ősember is elősegítette. Vemhességi idejük ugyanis igen hosszú volt, így az anyaállatok és borjak elpusztítása gyorsította kihalásukat.

#### Amerikában
Észak-Amerikában az eocéntől napjainkig jól követhető a párosujjú fauna átalakulása, az ősi csoportok visszahúzódása, és az új csoportok uralomra jutása.
Dél-Amerikából a pliocén óta már óriáslajhárok alakjai és óriás övesállatok ismeretesek, amelyek a pleisztocénben Észak-Amerikába is bevándoroltak. Ezt a bevándorlást a Panama-szoros környékén a pliocén-pleisztocén határán Észak- és Dél-Amerika között létrejövő szárazföldi összeköttetés tette lehetővé. A nagy amerikai faunacsere hatására Dél-Amerika emlősfaunája lényegesen átalakult.